# Beaumé
Beaumé – miejscowość i gmina we Francji, w regionie Hauts-de-France, w departamencie Aisne.
Według danych na styczeń 2014 roku gminę zamieszkiwało 101 osób, a gęstość zaludnienia wynosiła 11 osób/km².